# Sant Serni de Seix
Sant Serni és una església romànica del nucli de Seix, en el municipi de Montferrer i Castellbò (l'Alt Urgell), protegida com a bé cultural d'interès local.

## Arquitectura
És una església d'una sola nau, capçada a llevant per un absis semicircular i coberta amb volta de canó, reforçat per dos arcs torals, que sosté un llosat a doble vessant. L'absis és llis, cobert amb volta de quart d'esfera, i amb una finestra absidal
centrada, tapiada a l'interior, i una altra de doble esqueixada que s'obre a la façana de migdia. Aquesta façana presenta dues finestres més de doble esqueixada. La porta d'accés, d'una arcada adovellada simple, es troba a la façana occidental, que és rematada per un campanar d'espadanya d'un sol ull. Els murs, llevat del de tramuntana, estan pràcticament arrebossats, i només deixen entreveure a trossos l'aparell, fet de lloses força irregulars però ben col·locades. L'interior està arrebossat.

## Història
En la documentació del segle xi apareix l'esment de la llacuna de Cix com a límit de la vall de Romadriu. Són els únics esments medievals coneguts d'aquest nucli. Seix formava part del vescomtat de Castellbò. A començaments del segle xvi consta que hi havia una castlania que gaudia del benefici de sant Martí de l'església de Santa Maria de Castellbò. L'església de Sant Serni de Seix era sufragània de la parroquial de Santa Creu de Castellbò, tal com figura a la visita de l'any 1575. En la darrera reforma parroquial passà a formar part de la de Santa Maria de Castellbò.